# دیربورن (میزوری)
دیربورن (به انگلیسی: Dearborn) یک شهر در ایالات متحده آمریکا است که در میزوری واقع شده‌است. دیربورن ۲٫۳۶ کیلومتر مربع مساحت و ۴۹۶ نفر جمعیت دارد و ۲۷۸ متر بالاتر از سطح دریا واقع شده‌است.